# Украинская фондовая биржа
Украи́нская фо́ндовая би́ржа — первый на Украине организованный рынок ценных бумаг. Зарегистрирована 29 октября 1991 года в форме закрытого акционерного общества (ЗАО). С июня 1998 года по апрель 2008 года имела статус саморегулируемой организации. Член Исполнительного комитета Федерации Евро-Азиатских фондовых бирж.
Имеет 2 филиала: в Ивано-Франковске, Харькове.
УФБ играла важную роль в процессах приватизации на Украине. В 1993 году именно на ней началась денежная приватизация с применением биржевого механизма ценообразования.
На сегодня роль на фондовом рынке Украины существенно снизилась. Лидерство перешло сперва к ПФТС, а затем к Украинской бирже.
По состоянию на конец августа 2007 г.:
- В листинге находилось 77 позиций, включающие акции, облигации, опционы.
- Членство имели 111 брокерские конторы.
- Квартальный (трёхмесячный) оборот колеблется около 30 млн.грн. (около 6 млн. долларов США). При этом 90 % суммы обычно составляют 10 крупнейших сделок.
- Торги проводятся нерегулярно. За первое полугодие 2007 года было всего 8 торговых сессий. Основу торгов составляет продажа приватизируемых пакетов акций. На рынок корпоративных облигаций, вторичный рынок и рынок деривативов пришлось лишь 0,12% оборота.